# Barbara Daniels
Barbara Daniels (Newark, 7 maggio 1946) è un soprano ed insegnante di canto statunitense.

## Biografia
Nata a Newark, Ohio, la Daniels ha studiato musica all'Università di Cincinnati – College-Conservatory of Music. Tra i suoi ruoli c'era Diana nella prima americana de La Calisto di Francesco Cavalli nell'aprile 1972, al Giove di Tom Fox. Il suo debutto professionale avvenne l'anno successivo con la West Palm Beach Opera, dove cantò Susanna ne Le nozze di Figaro di Mozart. Dal 1974 al 1976 è stata nello staff del Teatro di Stato Tirolese, cantando con la compagnia ruoli come Fiordiligi nel Così fan tutte di Mozart e il ruolo della protagonista ne La traviata di Verdi. Dal 1976 al 1978 è stata membro dello Staatstheater Kassel, dove il suo repertorio è cresciuto fino a incorporare ruoli come Liù nella Turandot di Puccini, il ruolo principale in Manon di Massenet e Zdenka in Arabella di Richard Strauss. Ha anche partecipato a spettacoli di Unter dem Milchwald di Walter Steffens. Nel 1978 si trasferì all'Opera di Colonia, dove resterà fino al 1982; i suoi ruoli lì includevano il ruolo principale in Martha di Flotow, Micaëla in Carmen di Bizet, Musetta in La bohème di Puccini e Alice Ford in Falstaff di Verdi. Fu durante questo periodo che fece il suo debutto alla Royal Opera House (1978, come Rosalinde ne Il pipistrello di Johann Strauss) e alla San Francisco Opera (1980, come Zdenka). Il suo debutto al Metropolitan Opera, come Musetta, seguì nel 1983; avrebbe continuato a esibirsi al Metropolitan 119 volte.
Negli anni precedenti la Daniels possedeva una voce lirica e il suo repertorio comprendeva parti come Adèle in Le comte Ory di Rossini, i ruoli principali in Agrippina di Händel e Madama Butterfly di Puccini, Mimì in La bohème, il ruolo principale in La sposa venduta di Smetana e Margherita nel Faust di Gounod. Più tardi nella carriera la sua voce divenne più potente e drammatica. Nel 1991 interpretò Minnie ne La fanciulla del West di Puccini al Metropolitan Opera, un ruolo che è diventato la sua migliore rappresentazione e aggiunse i ruoli principali in Tosca e Manon Lescaut di Puccini, e la Marescialla ne Il cavaliere della rosa di Richard Strauss al suo repertorio. Continuò la sua carriera negli anni '90 con ruoli come Nedda nei Pagliacci di Leoncavallo e Senta in L'olandese volante di Wagner. Ha anche lavorato come insegnante di canto, quando viveva a Innsbruck.